# Harmala stepní
Harmala stepní (Peganum harmala), též známá jako syrská růže nebo syrská routa, je halucinogenní rostlina z čeledi šamanichovitých. V jižních oblastech se stala invazivní rostlinou. Pro své léčivé účinky je velice oblíbená na území Íránu. Bývá také součástí nápoje ayahuasca.

## Popis
Harmala stepní je vytrvalá trsnatá bylina dorůstající do výšky 0,3 – 0,8 metrů. Lodyhy této rostliny jsou poléhavé a přímé, bohatě větvené – vytvářejí malé keříky. Listy jsou nepravidelně členěné, střídavě rostlé. Má bílý 5 četný květ. Kališní lístky jsou až 20 mm dlouhé, korunní lístky mají délku 15 mm a bývají bělavě plstnaté. Plodem je trojpouzdrá tobolka obsahující kolem 50 tmavohnědých semen. Vůně harmaly je nahořklá, lehce čokoládová. Kvete od června do srpna.

## Výskyt
Harmala stepní se vyskytuje v jižní části Evropy až po území Maďarska a jižní Francie. Její areál se rozkládá také přes Blízký východ až po Střední Asii. Hojný je i její výskyt v solných pouštích na západě Spojených států, kde vytlačuje původní keře a traviny.
Její rozpínavost je způsobena dobrou adaptací na suchou písčitou vegetaci.

## Obsah látek a účinky
Hlavními β-karbolinovými alkaloidy harmaly jsou harman, harmalol a harmalin. Tyto alkaloidy se v lidském těle silně podílejí na inhibování enzymu monoaminooxidázy, a tím zpětného vychytávání monoaminů jako serotonin a noradrenalin.
Na území Blízkého východu se účinky z harmaly získávaly ve formě nálevu, který se dělal pomocí drcených semen povařených 15 minut ve vroucí vodě. Nízké dávky (okolo 0,5 – 1 g semen) mají terapeutický účinek na mozek, vyvolávají pozitivní náladu a duševní uvolnění, účinky jsou podobné rychlému antidepresivu. Pocity jsou znatelné po 1 hodině užití, efekty trvají kolem 3 až 4 hodin, značné jsou i po odeznění účinků. Ve vysokých dávkách (1 – 5 g semen) vyvolává halucinogenní stavy, které jsou doprovázeny sedativními účinky na tělo, pocitem, že člověk „sní“ při bdělém stavu, nevolností, zmateností, výraznou barevností světa, úzkostí. Stejně jako antidepresiva by se harmala neměla požívat při pravidelné konzumaci alkoholu, kofeinu, marihuany či jiných psychotropních látek, léčiv, ale i také zrajících sýrů a jiných jídel s vysokým obsahem tyraminu. Při kombinaci jedné z těchto látek může vyvolat nepříjemné stavy či dokonce vznik serotoninového syndromu. Ve velmi vysokých dávkách může dojít k vážným život ohrožujícím stavům vedoucím až k ochrnutí nervové soustavy.
Semena harmaly se také využívají v lidovém léčitelstvím pro vyvolání pocení nebo proti střevním parazitům. V Egyptě se olej ze semen prodává pod názvem Zit-el-Harmen. Suché lodyhy s tobolkami se v Uzbekistánu prodávají jako vykuřovadlo, neboť kouř má prokazatelné antibakteriální a insekticidní účinky.
Byly také zjištěny neuroprotektivní a neuroplastické účinky harmanu a harmalinu na lidský mozek v menších dávkách.